# Rascló de les Auckland
El rascló de les Auckland (Lewinia muelleri) és una espècie d'ocell de la família dels ràl·lids (Rallidae) que habita zones herboses a les illes Auckland.